# Tratatul de la Balta-Liman (1838)
Tratatul de la Balta-Liman din 1838 a fost un tratat comercial semnat între Imperiul Otoman și Regatul Unit al Marii Britanii și Irlandei care reglementa comerțul internațional. Taxele comerciale au fost stabilite la 5% la importuri, 12% la exporturi și 3% la bunurile aflate în tranzit. Otomanii au mai fost de asemenea de acord cu abolirea monopolurilor comerciale. 
În 1831, Ibrahim Pașa, fiul lui Muhammad Ali al Egiptului, a condus o expediție militară încununată de succes în Siria, autonumindu-se guvernator și luându-și angajamentul să modernizeze țara. 
Regatul Unit s-a arătat preocupat de posibilitatea stabilirii unui stat independent în Siria, care să intre în sfera de influență a Imperiului Rus și să intre în conflict cu Imperiul Otoman și cu Persia Quajară. Regatul Unit socotea independența și integritatea teritorială atât a Imperiului Otoman cât și a Persiei ca vitale pentru protejarea intereselor britanice din regiune. Numeroși oameni de afaceri britanici se plânseseră de nivelul ridicat și uneori arbitrar al taxelor pentru bunurile transportate prin Imperiul Otoman, taxe impuse de pașalele locale. 
Când Ibrahim a refuzat să fie de acord cu aplicarea pe teritoriul Siriei a tratatului, temându-se de zădărnicirea planurilor sale pentru industrializarea țării, sultanul Mahmud al II-lea i-a dat un răstimp de un an în care să se hotărască în favoarea respectării prevederilor convenției. În 1840, otomanii, în fața refuzului lui Ibrahim, având sprijinul britanic, au atacat Siria și au restabilit controlul deplin al Istanbulului asupra regiunii. 
Prețul plătit de otomani pentru sprijinul britanic a fost mai mare decât se așteptase guvernul de la Istanbul atunci când semnase tratatul comercial, în timp ce, pentru britanici, același tratat a determinat schimbare spectaculoasă a afacerilor din zonă și a adâncit dependența otomanilor de Londra.
Tratatul, de fapt o convenție comercială, semnat la 16 august 1838, a prohibit uzul monopolurilor în întregul Imperiu Otoman și a scăzut drastic nivelul taxelor interne. Acest acord comercial, la care au aderat în curând și alte puteri europene, era menit să descurajeze sistemul otoman și mai ales egiptean de monopol al achiziției, vânzării și exportului diferitelor produse agricole și să permită afaceri directe cu producătorii. Tratatul a asigurat comercianților europeni acces neîntrerupt la produsele agricole din Orientul Mijlociu în condiții favorabile. În anii următori, majoritatea taxelor interne otomane au fost abolite, făcând din imperiu o piață deschisă pentru manufacturile europene, dar oferind în același timp prea puțină protecție pentru produsele sale interne.